# Johan Immanuel Billberg
Johan Immanuel Billberg, född 11 juni 1799 i Visby, död 25 februari 1845 i Vadstena, var en svensk läkare och botaniker. Han var son till Gustaf Johan Billberg. Auktorsnamnet J.I.Billb. kan användas för Johan Immanuel Billberg i samband med ett vetenskapligt namn inom botaniken; se Wikipediaartiklar som länkar till auktorsnamnet.
Billberg blev filosofie magister i Uppsala 1821 och medicine doktor där 1827. Han var fattigläkare i Stockholm från 1825 och blev kirurgie magister 1829 samt var 1830-1836 adjunkt i medicin och kirurgi vid Karolinska institutet. Som skeppsläkare besökte Billberg 1825-1826 norra delen av Colombia (inklusive nuvarande Panama). Han hemförde från Cartagena och Portobelo botaniska samlingar som beskrevs av Pehr Johan Beurling.